# خورو
 خورو 'نام یکی از روستاهای استان فارس و شهرستان خنج می‌باشد . این روستا در راه فرعی لار  به خنج واقع می‌باشده است. 
آب چاهایش نیمه شیرین، محصولاتش غلات و خرما است.